# Мегамозок
«Мегамозок» (англ. Megamind) — анімаційний комедійний фільм 2010 року Тома МакҐрата, зпродюсований студіями DreamWorks Animation, Red Hour Productions, Paramount Pictures. У США прем'єра мультфільму відбулася 5 листопада 2010 року, в Україні демонструється в кінотеатрах із 28 жовтня 2010 року.

## Сюжет
У початковій сцені розповідається про те, як дві сім'ї, що живуть на планеті, яка от-от загине від чорної діри, рятують своїх малих дітей. Одному з них судилося жити в заможній родині на Землі, та через постійне втручання другого хлопця він потрапив до в'язниці. Обидва прибульці разом ходили до школи, проте невдасі ніяк не вдавалося перемогти щасливчика, що хизувався перед усіма своєю надлюдською силою. Тоді невдаха, що міг вигадувати й майструвати різноманітні пристрої, вирішив для себе, що якщо в нього добре виходить тільки бути поганим, то він має стати найгіршим із усіх існуючих істот в місті Метро-Сіті. Він назвав себе Мегамозком, а другий іншопланетянин, що рятував жителів міста від його капощів, іменував себе Мачо-Мен.
Через багато років протистояння Мегамозку й Мачо-Мена продовжувалося: жителі обожнювали другого, а першого постійно повертали до тюрми після невдалих спроб захопити владу над містом. Коли Мегамозкові вдавалося втекти з тюрми, він весь час викрадав одну й ту саму журналісту Роксен Річі, що працює разом із недолугим оператором Гелом.
Та одного разу злочинцеві вдалося подолати Мачо-Мена — через величезний вибух від нього залишився лише скелет. Спочатку Мегамозок разом із своїм помічником рибою Мініон веселився й хазяйнував у місті на свій розсуд. Та далі йому стало сумно — все його життя становило постійні спроби подолати добро, а тепер він не знав, що робити. Тоді Мегамозок вирішив створити нового доброго героя, що боровся б із ним.
За допомогою спеціального годинника герой може приймати вигляд інших людей. Таким чином він перетворився на працівника Бернарда — працівника музею Мачо-Мена. У цій подобі він почав зустрічатися з Роксен.
Випадково новим супергероєм міста став оператор Гел, що безрезультатно добивався кохання своєї співпрацівниці Річі. Та дівчина відмовила йому й тоді, коли в нього проявилися суперможливості. Тоді Гел — супергерой Титан — вирішив не змагатися з Мегамозком, а також стати лихим і знищити місто й Роксен.
Та Мегамозкові вдалося відмовитися від амплуа лиходія, він разом із помічником врятували місто. Журналістка закохалася в нього, попри його минулі вчинки.

## Ролі озвучували
- Вілл Ферелл — Мегамозок
- Тіна Фей — Роксен Річі
- Джона Гілл — Гел / Титан
- Девід Кросс — Міньйон
- Бред Пітт — Мачо-Мен
- Джонатан Сіммонс — Наглядач
- Бен Стіллер — Бернард
- Крістофер Найтс — охоронець в'язниці
- Джессіка Шульте — мати Мегамозку
- Джастін Теру — батько Мегамозку
- Роб Кордрі — перехожий біля метро

## Український дубляж
- Ярослав Чорненький — Мегамозок
- Андрій Твердак — Мачомен
- Назар Задніпровський — Титан
- Людмила Ардельян — Роксен Річі
- Павло Скороходько — Космічна Мачуха
- Констянтин Лінартович — Прислужник/Начальник
- А також: Людмила Барбір, В'ячеслав Дудко, Анастасія Середа, Андрій Мостренко, Дмитро Лінартович, Дмитро Сова, Ганна Голосніченко, Ірина Нерпас, Катерина Буцька, Катерина Качан, Ольга Тимошенко, Роман Чорний, Сергій Солопай, Сергій Юрченко, Тетяна Піроженко, Валентин Музиченко.

Фільм дубльовано студією «Le Doyen» у 2010 році.
- Режисер дубляжу — Констянтин Лінартович
- Перекладач і автор синхронного тексту — Федір Сидорук

## Саундтрек

### Композиції
| #   | Назва                                                                                   | Тривалість |
| --- | --------------------------------------------------------------------------------------- | ---------- |
| 1.  | «Величезна синя голова»                                                                 |            |
| 2.  | «Тема Гела»                                                                             |            |
| 3.  | «Погано до крайнощів (автор: George Thorogood and the Destroyers)»                      |            |
| 4.  | «Зірки й трико»                                                                         |            |
| 5.  | «Crab Nuggets»                                                                          |            |
| 6.  | «Трохи менше розмов (англ. A Little Less Conversation - ремікс на пісню Елвіса Преслі)» |            |
| 7.  | «Mel-On-Cholly»                                                                         |            |
| 8.  | «Ollo»                                                                                  |            |
| 9.  | «Тема Роксан»                                                                           |            |
| 10. | «Знову самотній (англ. Alone Again (Naturally) - автор Гілберт О'Салліван)»             |            |
| 11. | «Королева драми»                                                                        |            |
| 12. | «Відхилення в дощі (Rejection in the Rain)»                                             |            |
| 13. | «Кохаю тебе (англ. Lovin' You - автор Мінні Ріпертон)»                                  |            |
| 14. | «Чорна мамба»                                                                           |            |
| 15. | «Кінець гри»                                                                            |            |
| 16. | «Я поганець»                                                                            |            |
| 17. | «Evil Lair»                                                                             |            |

Окрім цього, у мультфільмі також використано пісні:
- Highway to Hell -  AC/DC
- Crazy Train - Оззі Осборн
- Mr. Blue Sky - Electric Light Orchestra
- Back in Black - AC/DC
- Bad - Майкл Джексон
- Welcome to the Jungle - Guns N' Roses

## Кінокритика
Автор рецензії на «Українська правда. Життя» порівняла «Мегамозок» із мультфільмом «Гидкий я». Вказано на зв'язок Мегамозку з американськими коміксами.
На сайті Rotten Tomatoes рейтинг кінофільму становить 73%. На сайті Metacritic оцінка мультфільму — 63.